# Urfahr

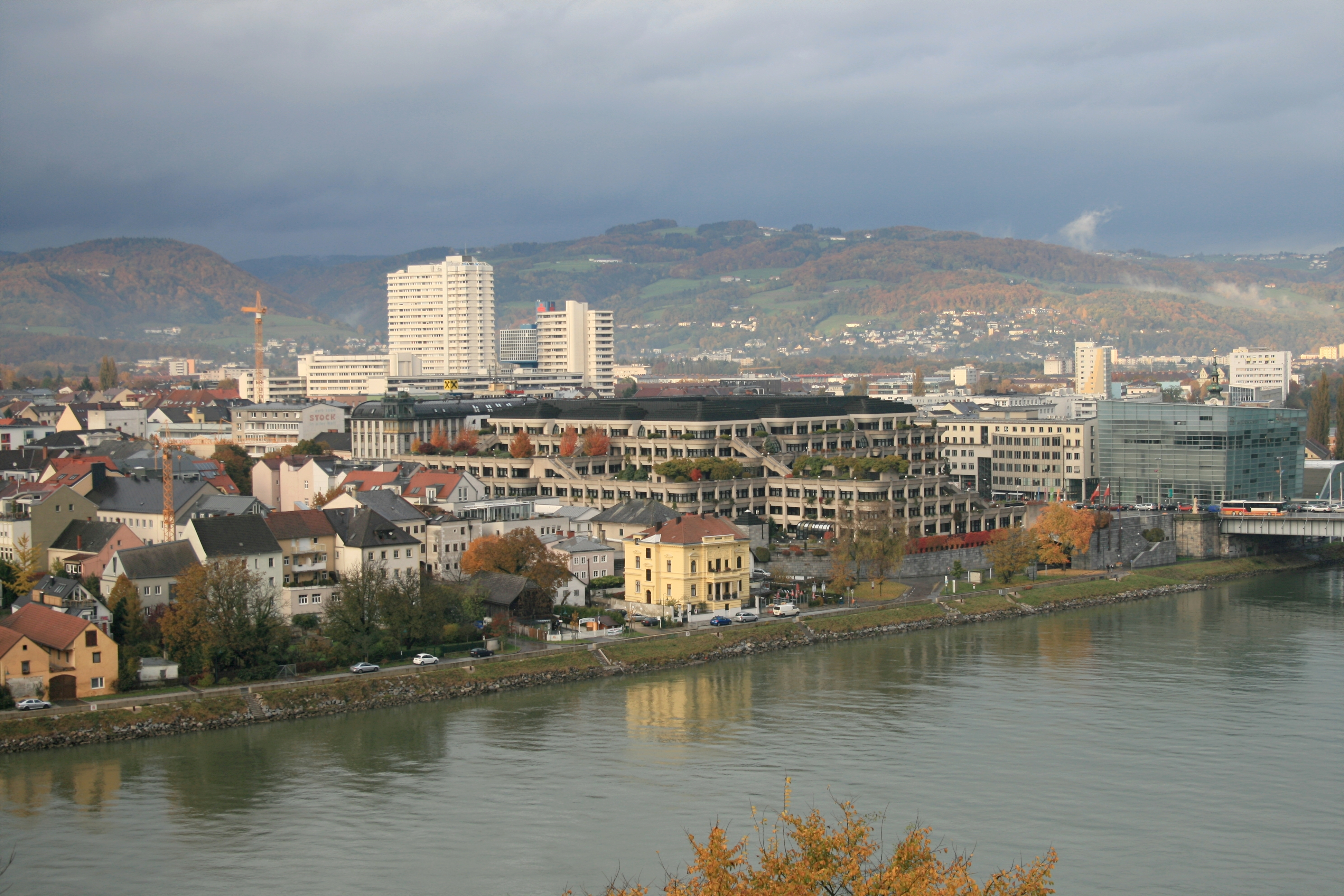
Blick vom Schlossberg

Urfahr ist ein nördlich der Donau gelegener Stadtteil von Linz in Oberösterreich. Er grenzt an die Stadtteile Pöstlingberg und St. Magdalena sowie südlich der Donau an Froschberg, Innere Stadt und Kaplanhof. Urfahr war bis zu seiner Eingemeindung nach Linz im Jahr 1919 eine eigene Stadtgemeinde. Umgangssprachlich werden oft alle nördlich der Donau gelegenen Stadtteile von Linz, also auch Pöstlingberg, St. Magdalena und Dornach-Auhof zu Urfahr gezählt.

## Geschichte

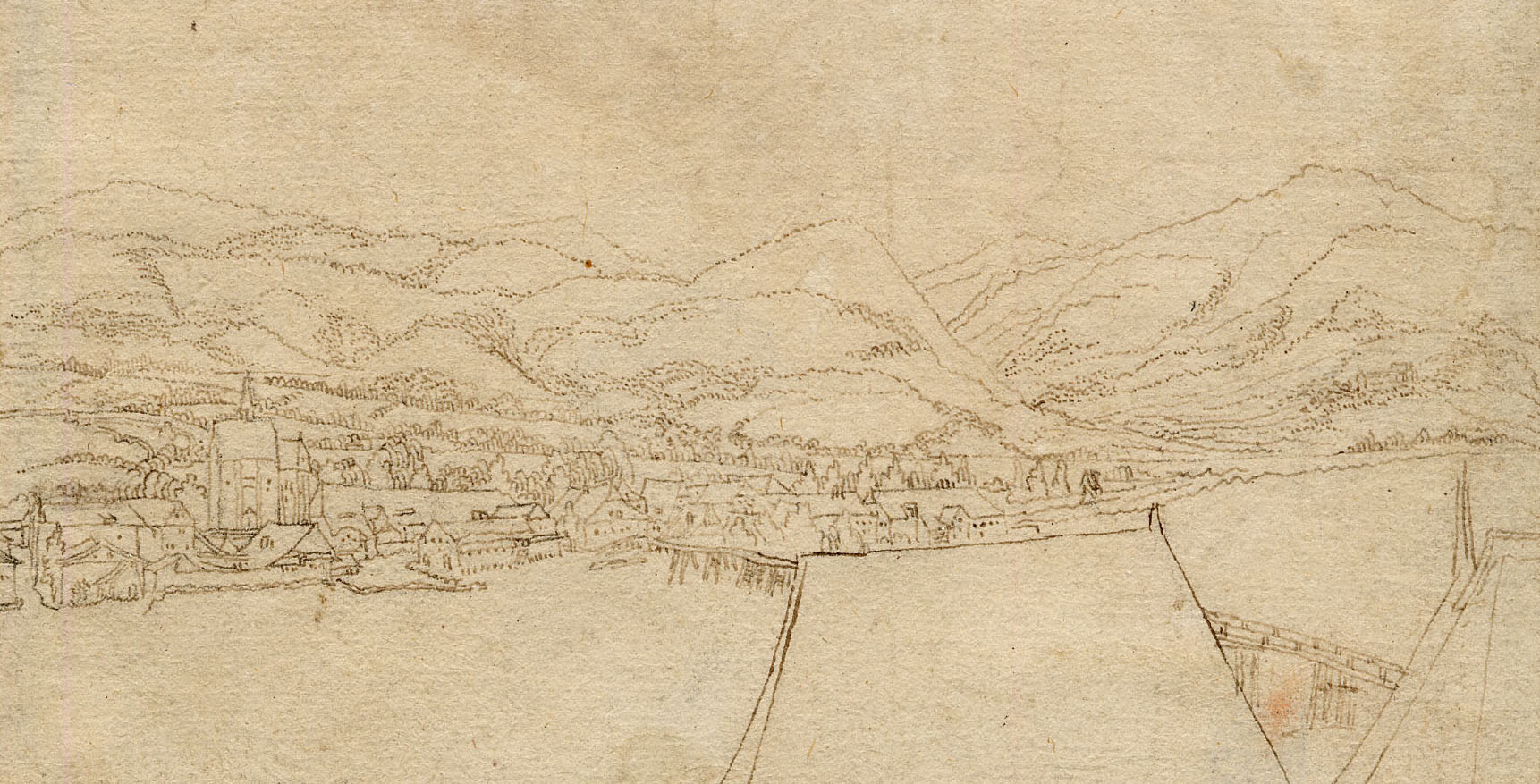
Blick auf Urfahr von der Linzer Burg. Ausschnitt aus einer Ansicht Wolf Hubers, 1511/13

Der Name Urfahr entwickelte sich aus dem Wort Überfahrt, die nötig war, um von Linz dorthin zu gelangen bzw. das Salz von den Linzer Ladestätten über die Donau zu schiffen, damit es über das Wegenetz des Linzer Steigs nach Freistadt, Leonfelden oder Schenkenfelden und weiter nach Böhmen transportiert werden konnte. Ab 1288 wird der Name Urfahr in Linzer Urkunden als Wohnortbestimmung von Linzer Bürgern verwendet, damals aber noch am rechten Donauufer, wo sich auch das 1318 erstmals erwähnte Urfahrtor befand. Im Jahr 1360 erscheint Urfahr zum ersten Mal unzweifelhaft als Bezeichnung für die heutige Ortschaft am linken Donauufer, und zwar im Testament der Witwe des angesehenen Linzer Bürgers Otto Maywiser.
Ein „Gnadenbrief“ Kaiser Friedrichs III. von 1492 erlaubte den Urfahranern, eine Kapelle zu errichten und Messen lesen zu lassen, durch Iren pfarrer unnd seine Caplain. Eine Ortsansicht von 1511/13 zeigt die heute nicht mehr bestehende Nikolaikirche als hohen gotischen Bau mit Dachreiter. Ein zugleich eingereichtes Ersuchen um Markterhebung wurde abgelehnt. Im 15./16. Jahrhundert wird ein Edelsitz zu Harbach erwähnt.
Weil ein Eisstoß vier Joch der Donaubrücke fortgerissen hatte, hatten die Urfahrer und Linzer Schiffsleute alle Mühe, das berüchtigte Passauer Kriegsvolk im Jahr 1611 über die Donau zu schaffen.

### Markt Urfahr (1808–1882)

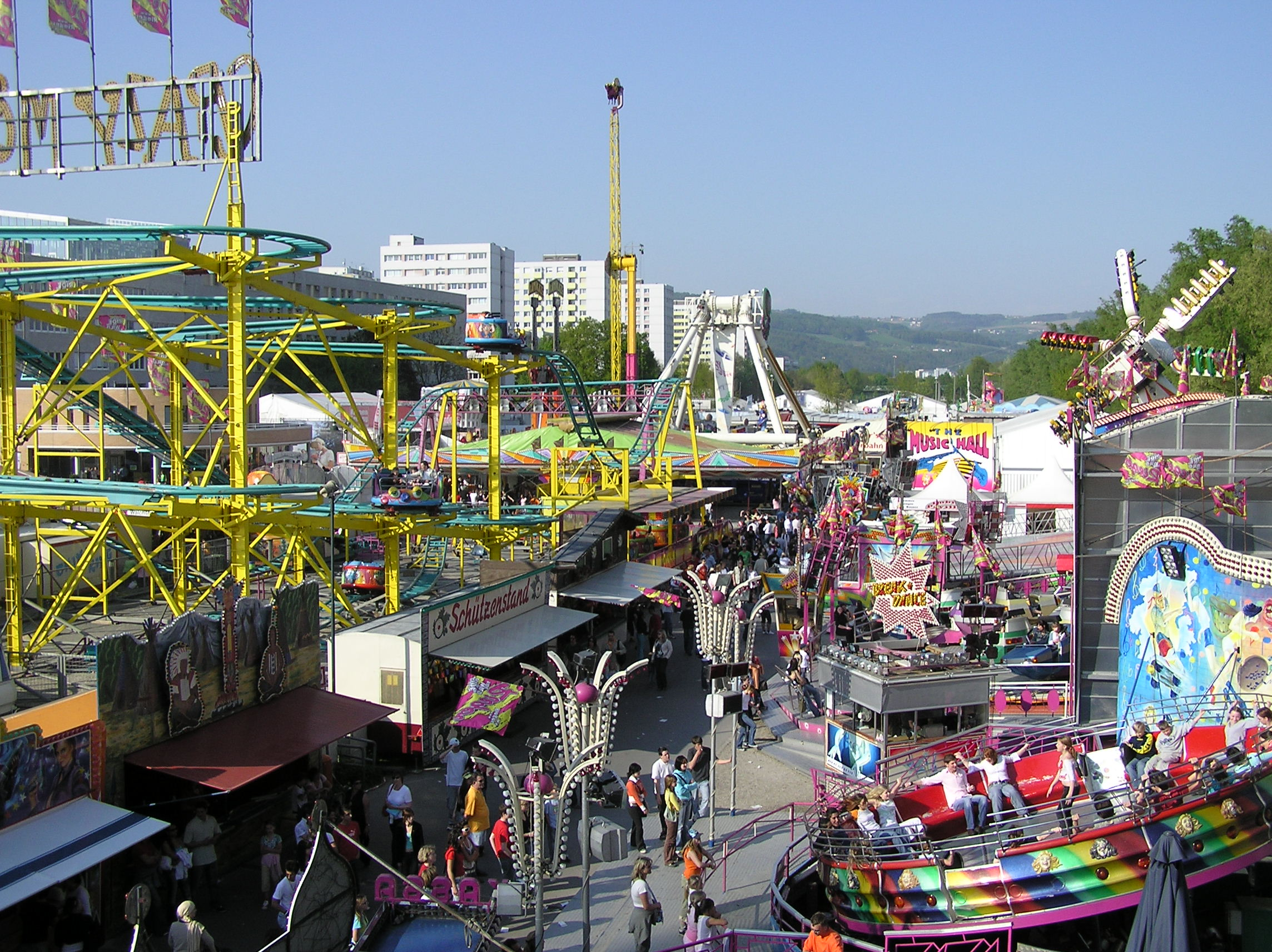
Urfahranermarkt Mai 2006

Das Marktrecht strebten die Urfahraner seit 1492 immer wieder an. 1635 versuchte die Herrschaft Steyregg, die Marktfreiheiten für Urfahr zu erlangen. 1709, 1717, 1753 und 1769 befürwortete die Herrschaft Wildberg wiederholt und vergeblich die Markterhebung, weil der Schutz der alten Linzer Stadtprivilegien von den Behörden stets für vorrangig bewertet wurde. Am 16. Dezember 1808 erhielt Urfahr endlich das Marktrecht, wogegen sich die Linzer jahrhundertelang gewehrt hatten.
Die Markterhebung war die Voraussetzung, dass Kaiser Franz I. am 20. März 1817 ein (halb)jährliches Volksfest in Urfahr genehmigte, den Urfahraner Markt oder Urfahrer Markt. Erst seit 1902 wird der Jahrmarkt an der Urfahraner Donaulände, dem Jahrmarkt-Gelände, abgehalten und lockt tausende Besucher an. Neben Vergnügungseinrichtungen gibt es auch große Messehallen. Das Jahrmarkt-Gelände wird auch für Konzerte verwendet.

### Stadt Urfahr (1882–1919)
Am 4. November 1882 wurde Urfahr zur Stadt erhoben. Von 1832 bis 1872 verband die Pferdeeisenbahn Budweis–Linz–Gmunden Urfahr mit Böhmen und dem Salzkammergut. Seit 1888 verbindet die Mühlkreisbahn den Bahnhof Linz-Urfahr mit Aigen-Schlägl im oberen Mühlviertel. 
1919 wurde zunächst die Gemeinde Pöstlingberg, in der sich die Wallfahrtsbasilika befindet, in die Stadt Urfahr eingemeindet, kurz danach wurde die Stadt Urfahr selbst nach Linz eingemeindet. Zum Zeitpunkt der Eingemeindung zählte Urfahr rund 15.000 Einwohner und war damit die größte Stadt des Mühlviertels sowie Bezirksstadt des Bezirkes Urfahr.

### Neuere Zeit
1925 beschloss der Linzer Gemeinderat unter Bürgermeister Josef Dametz, einen Teil des „Urfahrer Stadtwäldchens“ für den Bau eines Urnenfriedhofs mit Krematorium zur Verfügung zu stellen. Die Anlage wurde in den Jahren 1925 bis 1929 nach Plänen von Julius Schulte  errichtet. Die Feuerhalle im Urnenhain Urfahr war bei ihrer Eröffnung das dritte Krematorium in Österreich, allerdings nach der 1927 eröffneten Feuerhalle Steyr bereits das zweite in Oberösterreich.

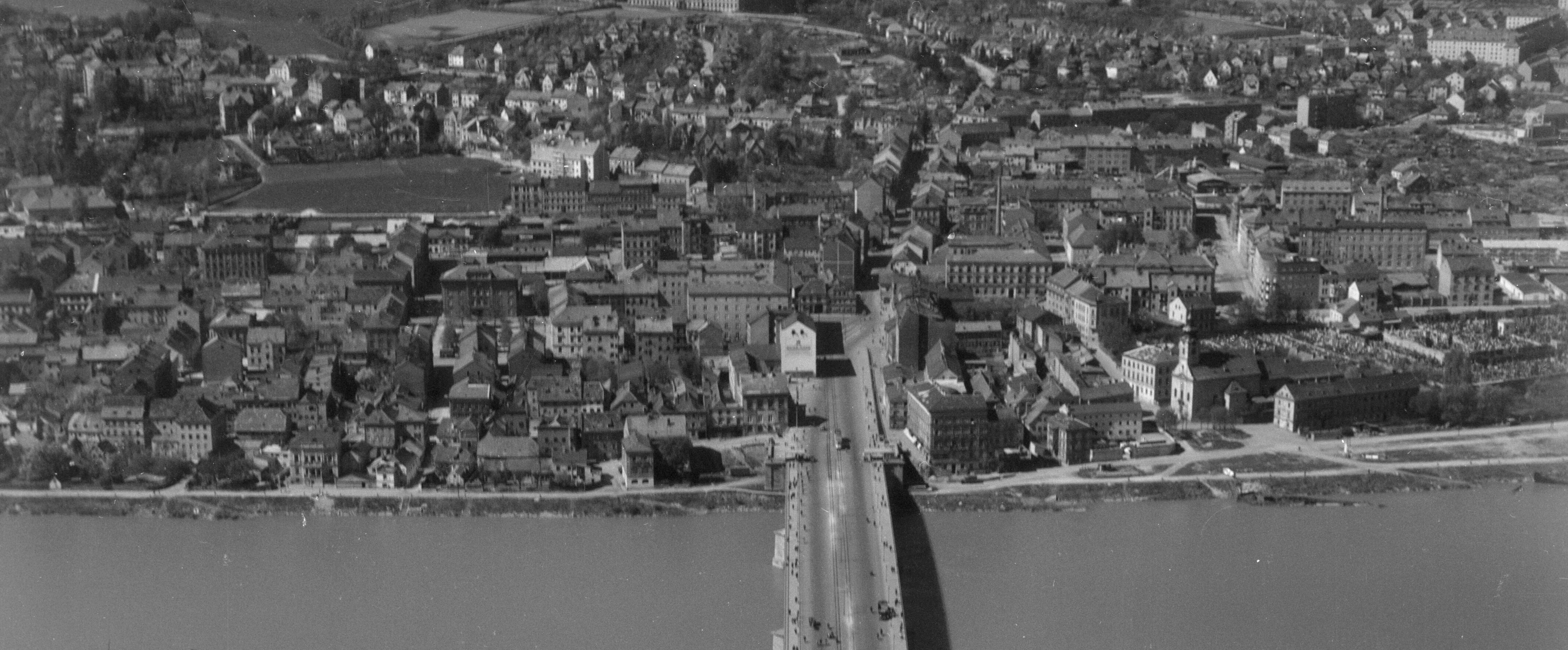
Luftbild aus dem Jahr 1951

Von 1945 bis zum Ende der Besatzungszeit 1955 war Linz entlang der Donau geteilt. Der Norden (Urfahr) war sowjetisch besetzt, der Süden (Linz) von den US-Amerikanern. Zonengrenze war der Brückenkopf der Nibelungenbrücke auf Urfahraner Seite.
Vor der Errichtung des Neuen Rathauses wurden 1975 umfangreiche Assanierungsarbeiten in Alt-Urfahr West durchgeführt und dabei auch das Gebäude der ehemaligen Nikolaikirche, das mittlerweile als Wohnhaus diente, abgerissen. Die Eröffnung des fertiggestellten Neuen Rathauses war am 27. September 1985.
1995 ereignete sich am Bezirksgericht Urfahr-Umgebung ein Amoklauf (siehe Amoklauf von Urfahr).
2007 wurde der mobile Hochwasserschutzdamm Alt-Urfahr West fertiggestellt. Der Bau war beschlossen worden, nachdem das Donauhochwasser 2002 diesen Stadtteil bis zu 1,7 Meter überflutet hatte. Als Vorbild diente der mobile Hochwasserschutzdamm in Krems, der 2002 bei diesem Hochwasser seine Bewährungsprobe bestanden hatte.
Mit der Neugliederung der Linzer statistischen Bezirke 2014 gingen die ehemaligen zu Urfahr gehörigen Bezirke Alt-Urfahr, Heilham, Hartmayrsiedlung, Harbachsiedlung, Karlhofsiedlung und Auberg in Urfahr, Pöstlingberg und St. Magdalena auf.

## Wappen
Blasonierung: „Im blauen Schilde ein Stadtthor aus weißem Mauerwerk auf grünem, querverlaufendem Ufer des den Flußrand durchfließenden Donaustromes, bestehend aus einer beiderseits abgestuften Mittelmauer zwischen zwei Thürmen, mit einer schwarzen, ein goldenes Fallgitter enthaltenden Thoröffnung zwischen goldenen Thorflügeln und zwei Fenstern, aus welcher divergierend eine silberne Straße zum Wasser niedergeht und die von einer goldenen, mit F. J. I., schwarz bezeichneten Tafel überhöht ist. Jeder Thurm hat ein mit einem goldenen Wetterfähnchen versehenes Spitzdach über drei spitzbedachten Zinnen, dann oben ein Bogenfenster und unten eine Querlucke und steht auf einem abgeschrägten Quadersockel, alle Bedachung ist golden. Den Strom übersetzt quer ein von Gold und Schwarz schräg links gestreifter, im Stern mit einer Flagge mit weißen Querbalken besteckter Überführnachen, gerudert von einem Fährmann und eingenommen von einem im Schnabel rücklings sitzenden Fahrgaste, jeder gekleidet in ein rothes Wams, schwarzes Beinkleid und rothe Kniestrümpfe und bedeckt mit einem weißbefederten schwarzen Filzhute mit breiten Krempe. Ober dem Thordache schwebt ein längs getheiltes Schildlein, welches rechts einen goldenen, rothbezungten Adler im schwarzen Felde enthält und links von Silber und Roth vierfach gepfahlt ist. Den Schild umgibt eine architektonisch gehaltene Arabeske, welche eine fünfzinnige Mauerkrone trägt, beide sind bräunlicher Farbe.“
Das Wappen wurde anlässlich der Stadterhebung im Jahre 1882 durch Kaiser Franz Josef verliehen. Es wurde in dieser Form, ohne F. J. I., bereits vor der Markterhebung 1808 geführt.

## Gebäude
- Die 1702 geweihte Urfahrer Josefskirche war eine Kapuzinerkirche und wurde 1784 die Pfarrkirche von Urfahr.
- Die Pfarrkirche Christkönig, auch Friedenskirche, wurde 1951 geweiht.
- Die Pfarrkirche hl. Leopold, von 1969 bis 1971 errichtet, wurde nach einem Brand 1986 wiederaufgebaut.
- Das Alte Rathaus von Urfahr mit seiner Jugendstilfassade steht in der Rudolfstraße 18.
- Das Neue Rathaus von Linz wurde 1980 bis 1985 in Urfahr erbaut.
- 1996 wurde das Ars Electronica Center eröffnet.
- Die 2015 eröffnete Anton Bruckner Privatuniversität steht am Standort des ehemaligen Schlosses Hagen, von dem nur noch die Bierhalle erhalten ist.
- Das Wohn- und Geschäftshochhaus Lentia 2000 zählt zu den markantesten Bauten in Urfahr.
- Die Stadtwerkstatt ist ein Kulturzentrum.
- In der Flußgasse befindet sich der 1642 erbaute Gasthof Fischerhäusl.
- Trotz seines städtischen Charakters sind in Urfahr noch ein paar Bauernhöfe (auch traditionelle Vierkanter) erhalten, siehe dazu Liste der Bauernhöfe in Linz #Urfahr

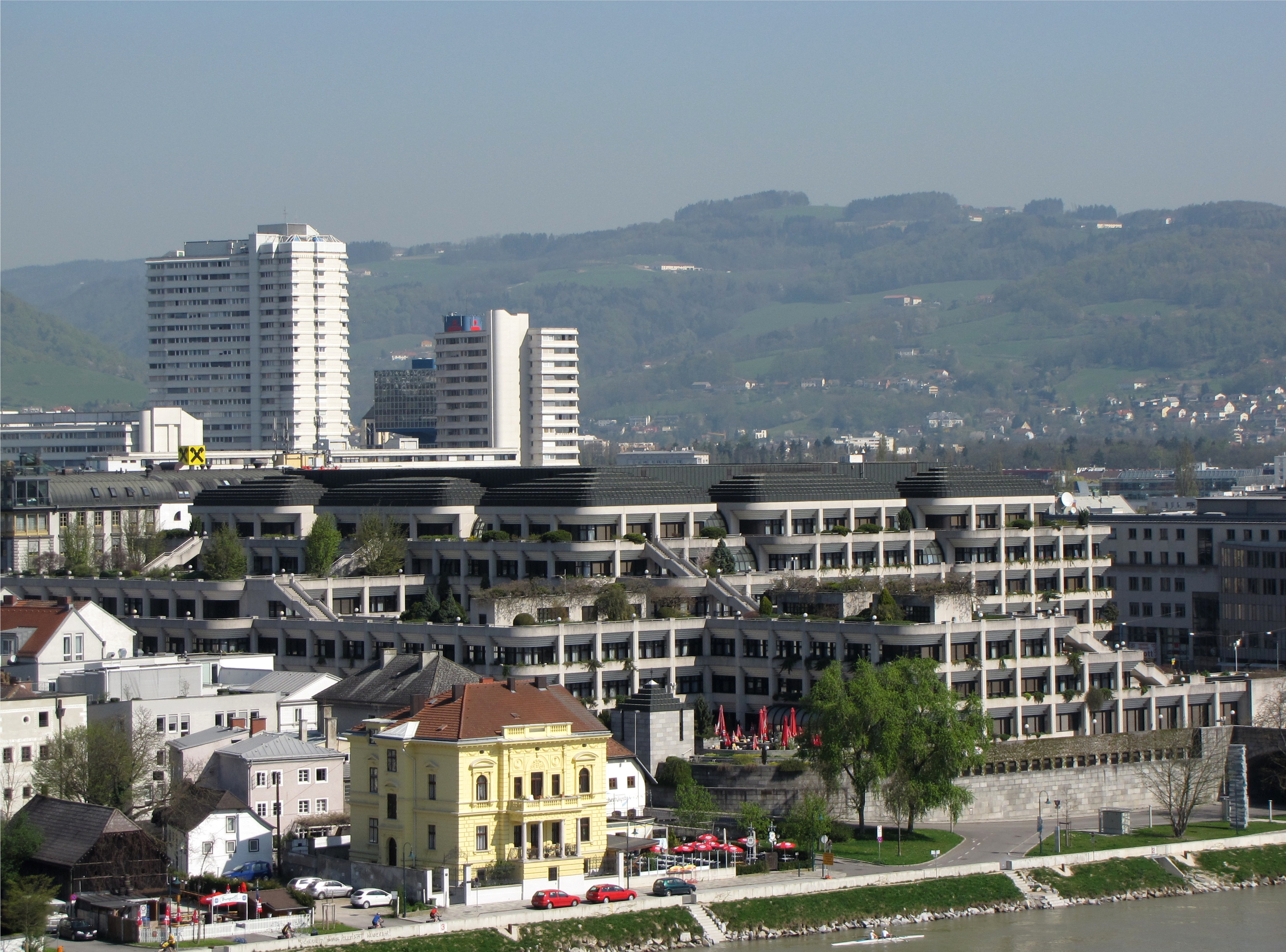
Das Neue Rathaus mit den Türmen des Lentia 2000
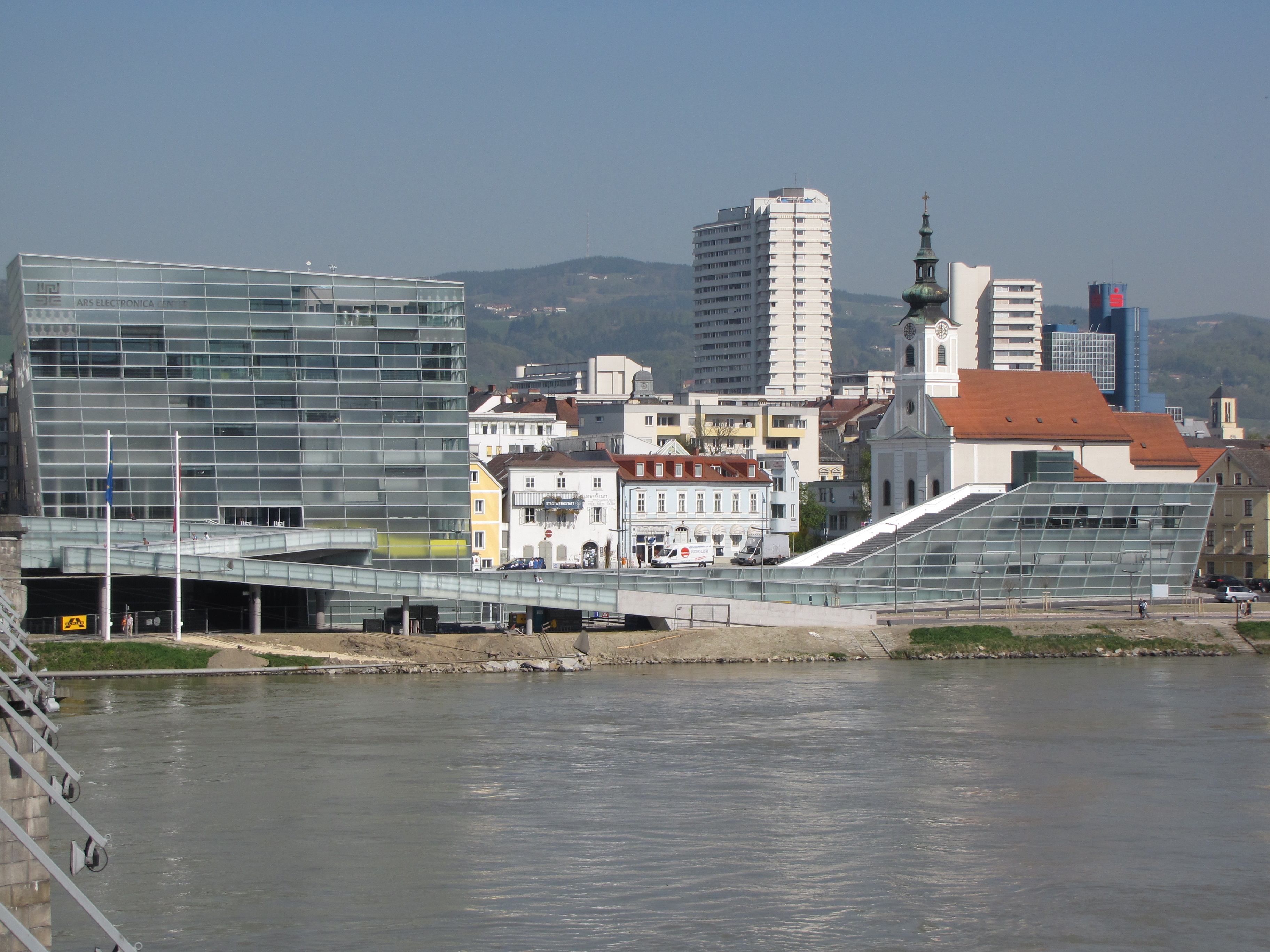
Ars Electronica Center und Josefskirche
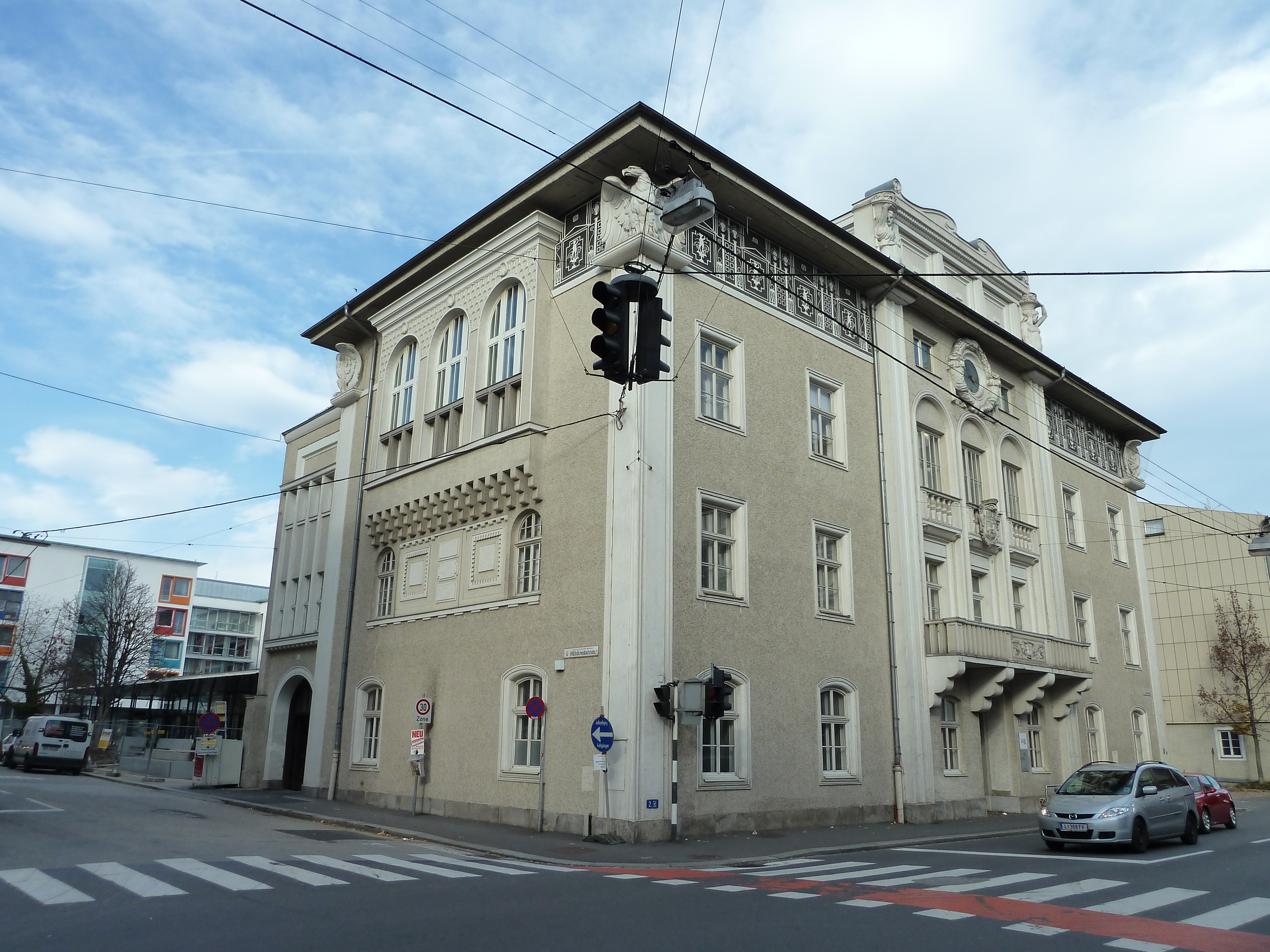
Altes Rathaus
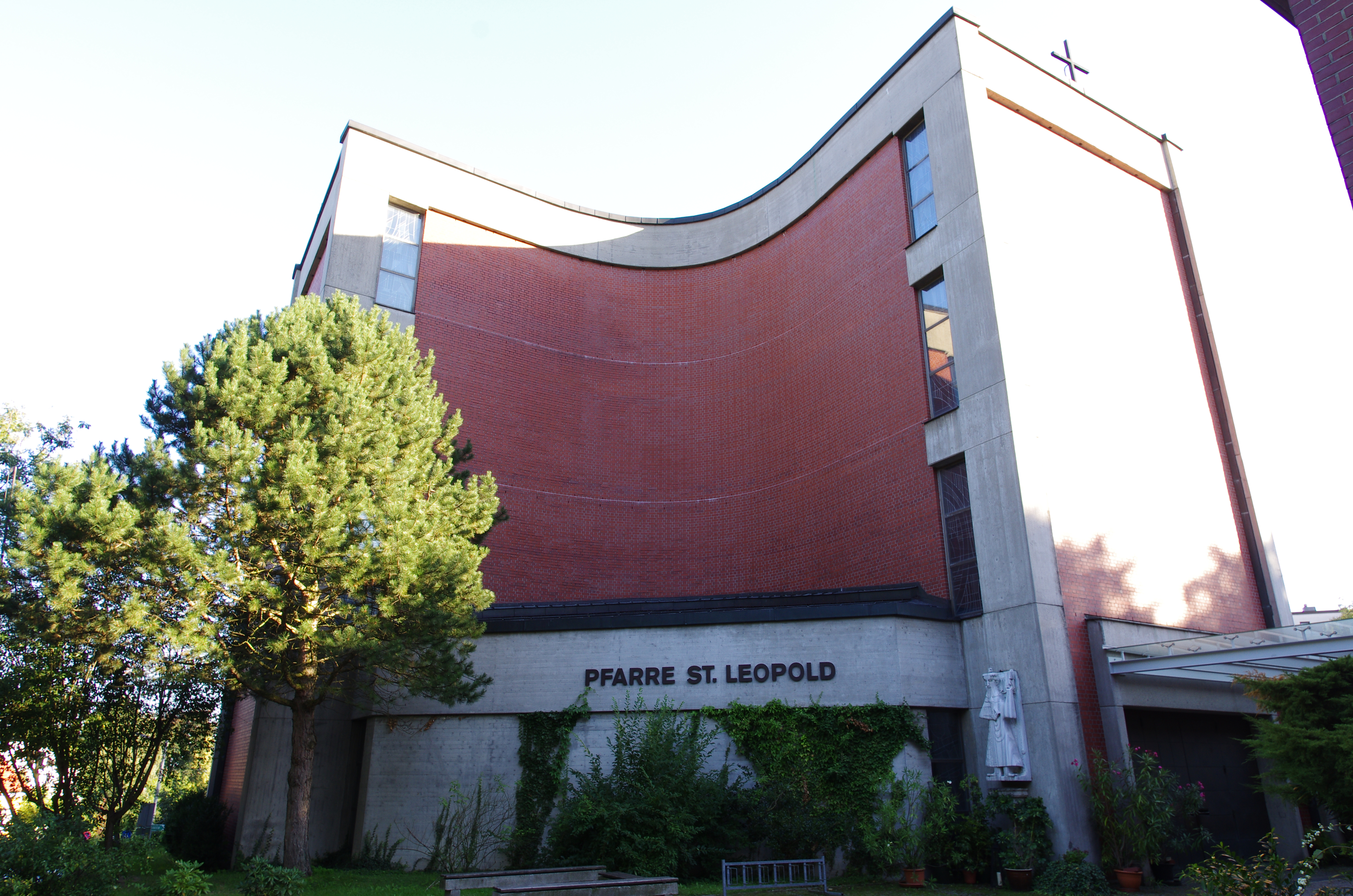
Pfarrkirche hl. Leopold
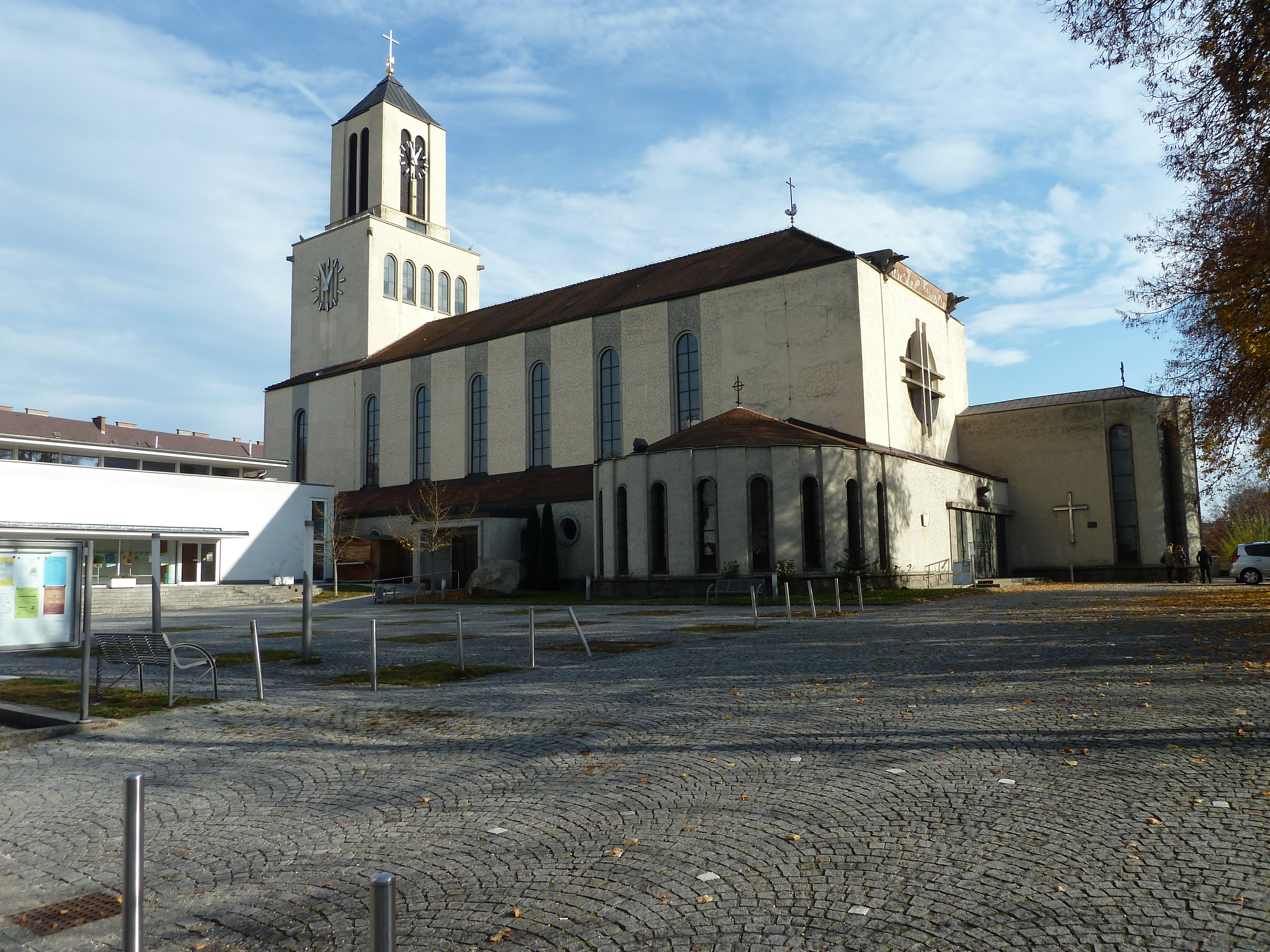
Friedenskirche
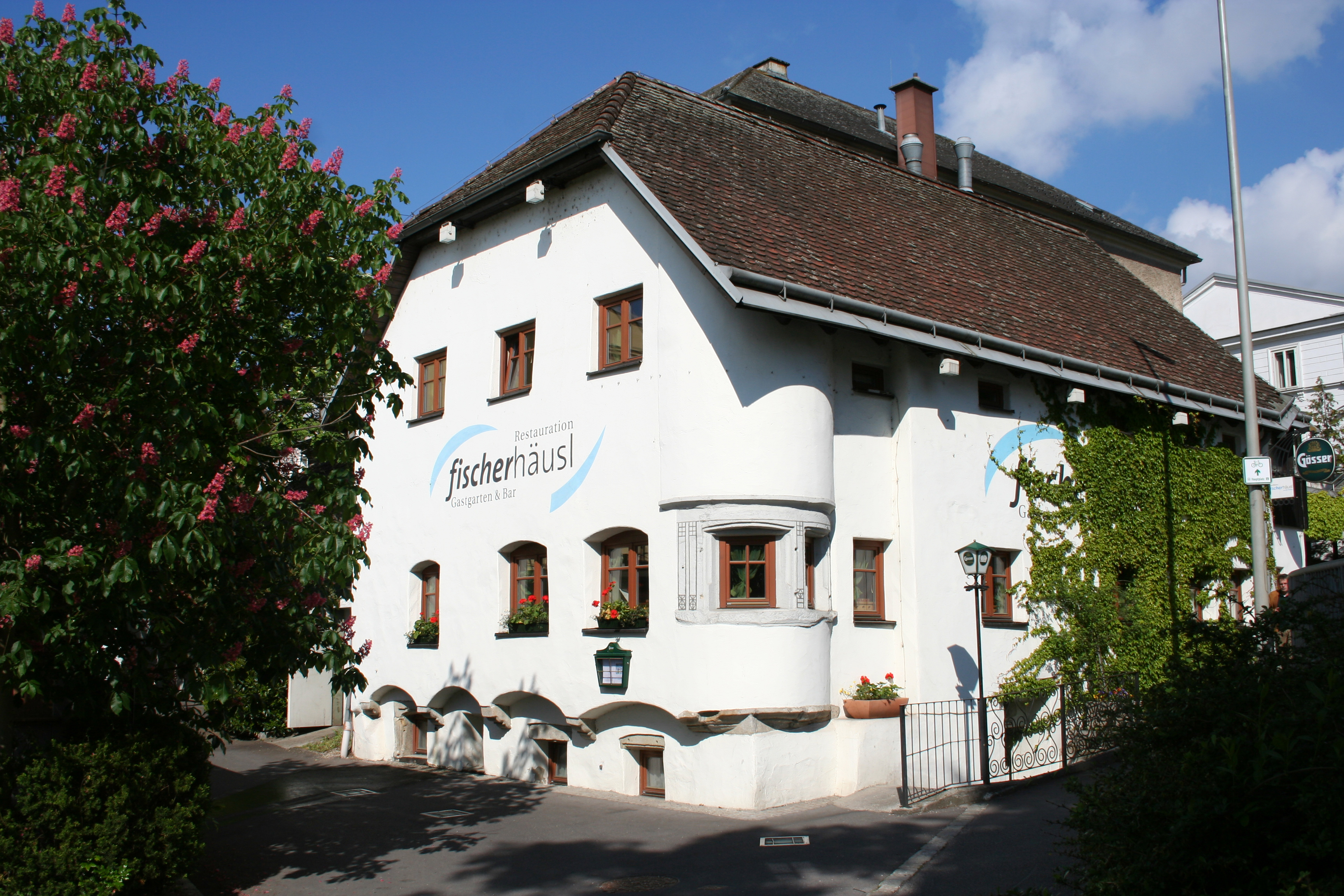
Fischerhäusl
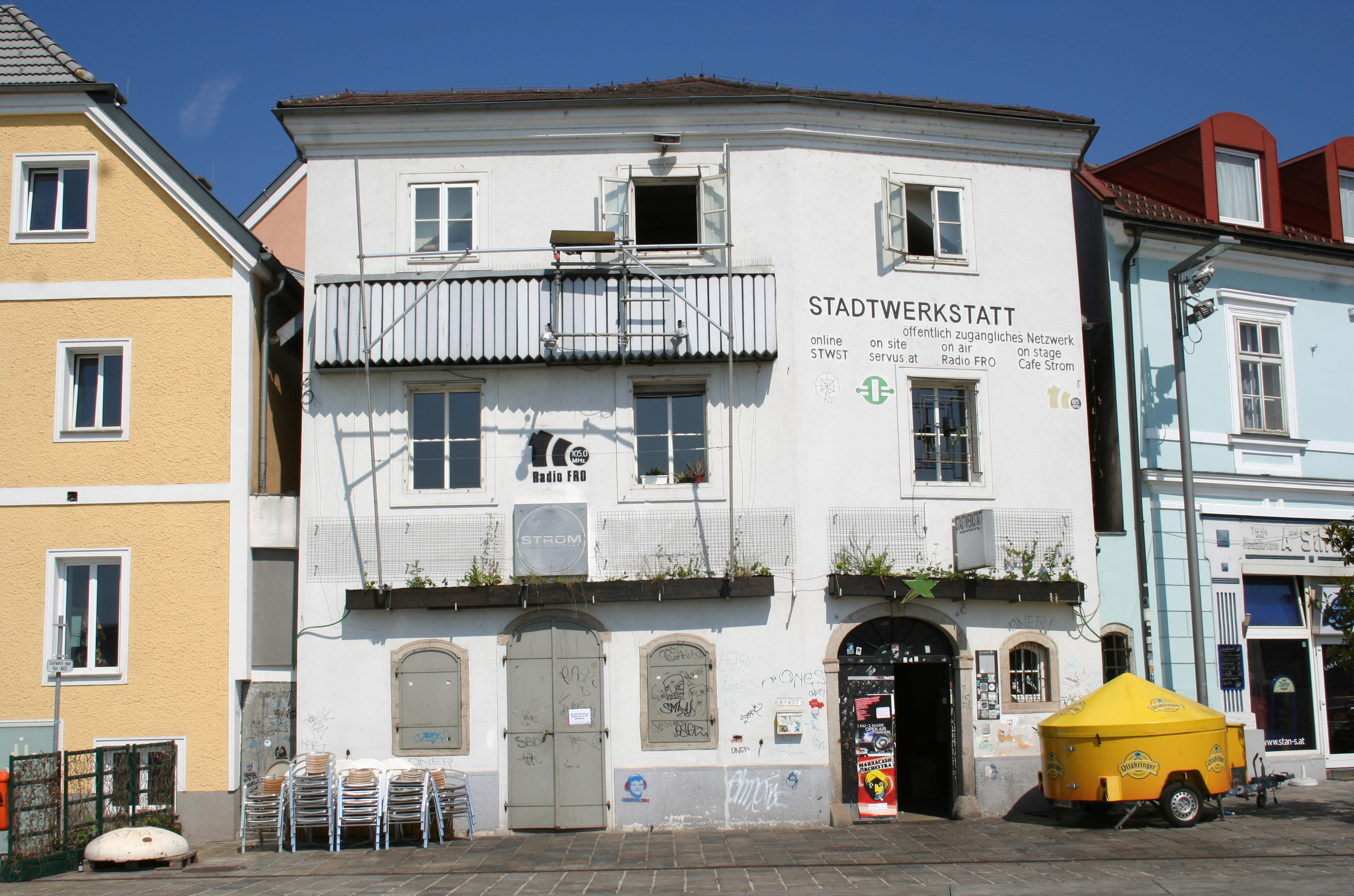
Stadtwerkstatt
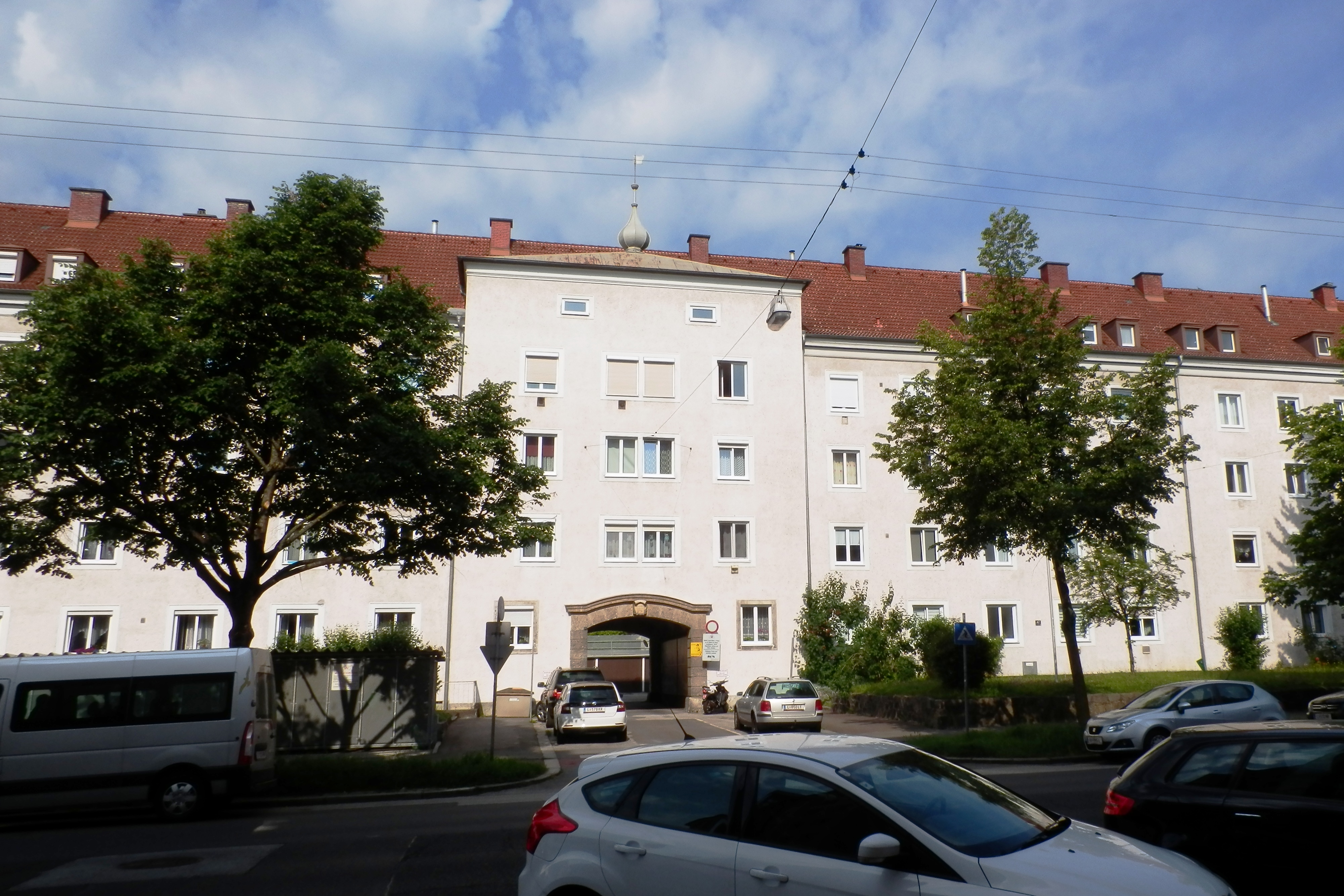
Hitlerbauten in der Karlhofsiedlung

## Persönlichkeiten
- Marianne von Willemer (1784–1840), Literatin, Poetin, geboren in Urfahr[12]
- Leopold Mostny (1843–1942), Ehrenbürger von Urfahr, jüdischer Unternehmer der größten Spirituosenfirma in Linz[13]
- Luise Hummel (1847–1917), Ehrenbürgerin von Urfahr,[14] prägende Person des Schulwesens (besonders Mädchenbildung)
- Leopold Hörmann (1857–1927), Mundartschriftsteller und Literaturkritiker
- Anna Doppler (1867–1947), geboren in Urfahr,[15] erstes weibliches Mitglied der Christlichsozialen Partei im Linzer Gemeinderat
- Rudolf Lampl (1872–1948), Jurist und Funktionär im Feuerwehrwesen
- Friederike Spitz (1881–1938), jüdische Unternehmerin des Urfahraner Weinhandels Spitz[16]
- Anton Estermann (1890–1970), Architekt und Politiker, geboren in Urfahr
- Johann Guritzer (1897–1932), Pilot und Flugpionier
- Alois Rodlauer (1897–1974), Kampfflieger des Ersten Weltkriegs mit 5 Luftsiegen, geboren in Urfahr
- Henriette Hail (1904–1996), Literatin, Mitglied der Mühlviertler Künstlergilde und des Stelzhamerbundes, Kommunistin[17]
- Alfred Hoffmann (1904–1983), Wirtschaftshistoriker und Hochschullehrer, geboren in Urfahr
- Friederike Stolz (1913–1989), Bildhauerin, Keramikerin, Neugestaltung der Grottenbahnfiguren am Pöstlingberg, Atelier in Urfahr[18]
- Karl Böcklinger (1916–1977), katholischer Geistlicher, Kanonikus des Linzer Kathedralkapitels und ordentlicher Professor für Moraltheologie
- Franz Angel (1919–1974), Mineraloge, Petrograph und Hochschullehrer, geboren in Urfahr
- Veronika Merl (* 1957 in Västerås, Schweden), schwedisch-österreichische Malerin, Zeichnerin, Bühnenbildnerin, Textilkünstlerin, arbeitet in ihrem Atelier in Urfahr[19]
- Eugenie Kain (1960–2010), Kommunistin, Literatin, Engagement für Obdachlose, aufgewachsen in der Heilhamer Au in Urfahr[20][21]
- Claudia Edermayr (* 1969), Märchenerzählerin, Autorin von Theaterstücken, in Urfahr[22]

### Bürgermeister von Urfahr

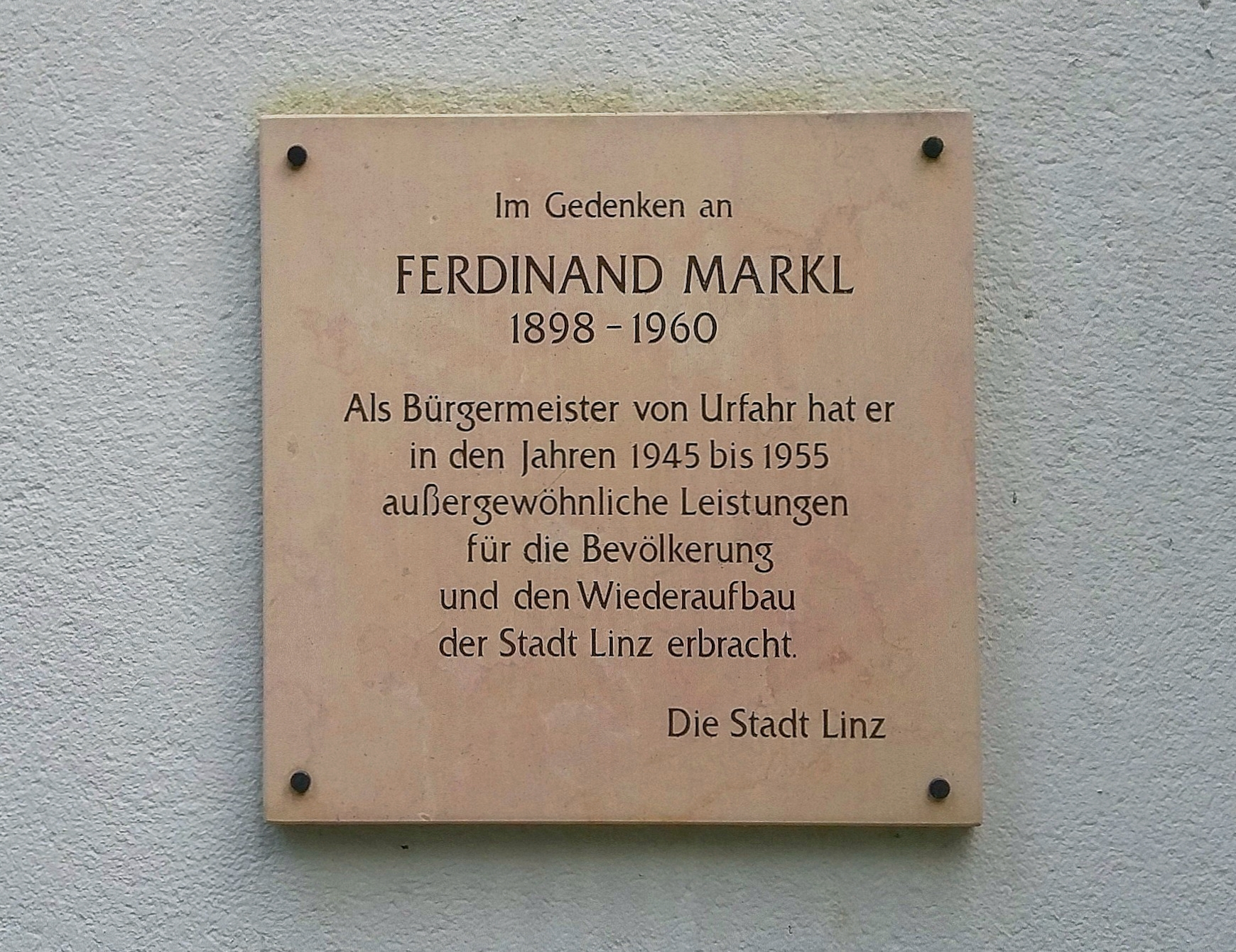
Gedenktafel für Bürgermeister Ferdinand Markl (1898–1960) im Urnenhain Urfahr

Seit dem Gemeindegesetz vom 19. September 1849 gab es folgende Bürgermeister für die Verwaltungseinheit Urfahr:
- 1849–1856: Karl Wischer (1797–1856). Letzter Marktrichter und erster Bürgermeister von Urfahr[24]
- 1856–1861: Josef Steinbauer (1796–1869)[25]
- 1861–1867 und 1873–1875: Johann Michael Schwarz (1812–1875), Apotheker[26]
- 1867–1873 und 1875–1886: Leopold Stadlbauer, Kreuzwirt
- 1886–1894: Josef Kaar (1830–1894)[27]
- 1894–1901: Andreas Ferihumer, Wirt und Weinhändler
- 1901–1919: Heinrich Hinsenkamp (1862–1934)[28]

In den Jahren von 1945 bis 1955 stand der nördlich der Donau liegende Teil der Stadt Linz unter sowjetischer Besatzung. In dieser Zeit gab es mit Ferdinand Markl (1898–1960) erneut einen Bürgermeister von Urfahr, der jedoch für den gesamten Nordteil der Stadt Linz zuständig war.

## Linzer Donaubrücken

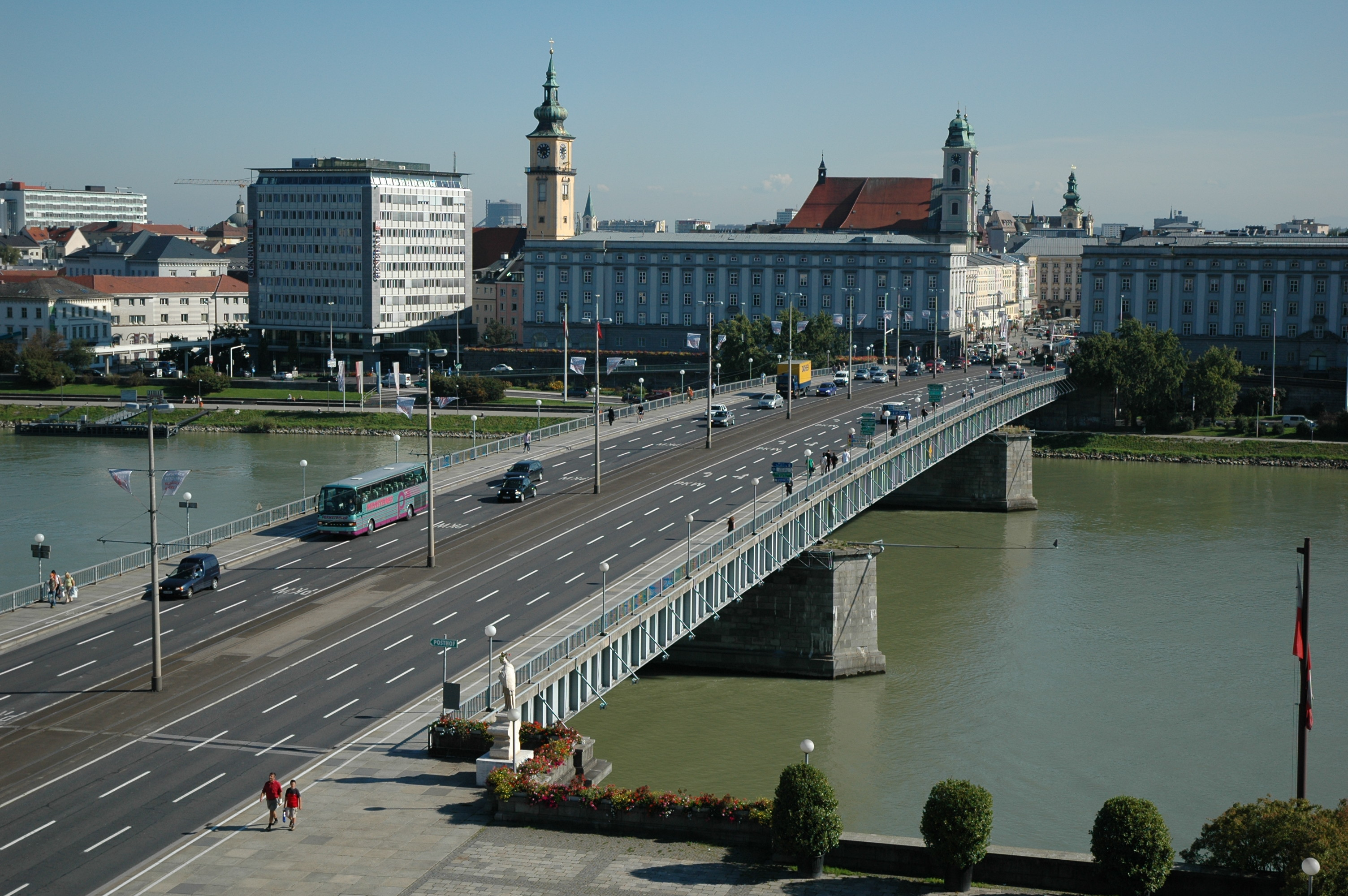
Die Nibelungenbrücke mit Blick von Urfahr nach Linz

Der Brückenbrief Maximilians I. vom 3. März 1497 gestattete erstmals eine Verbindung zwischen Linz und Urfahr. Diese Brücken blieben jahrhundertelang Holzkonstruktionen; erst 1872 wurde eine eiserne Brücke fertiggestellt. Der Bau der heutigen Nibelungenbrücke wurde am 13. Mai 1938 von Adolf Hitler befohlen. Von 27. Juli 1945 bis 8. Juni 1953 stellte die Nibelungenbrücke den Grenzübergang zwischen amerikanischer (südlich der Donau) und russischer (nördlich der Donau) Besatzungszone dar.
Die am 14. November 1900 eröffnete Eisenbahnbrücke wurde im Sommer 2016 abgebrochen. Die an derselben Stelle als Straßenbrücke errichtete neue Eisenbahnbrücke, die auch Platz für eine zukünftige Linzer Stadtbahn bietet, wurde im August 2021 für den Verkehr freigegeben.
Seit 16. Dezember 1972 existiert die nach der VÖEST benannte VÖEST-Brücke als Teil der A7 Mühlkreisautobahn.
Eine vierte Donaubrücke zwischen Urfahrwänd und Oberer Donaulände wird derzeit (Stand: Mai 2021) errichtet. Sie wird Teil der geplanten A26 Linzer Autobahn.

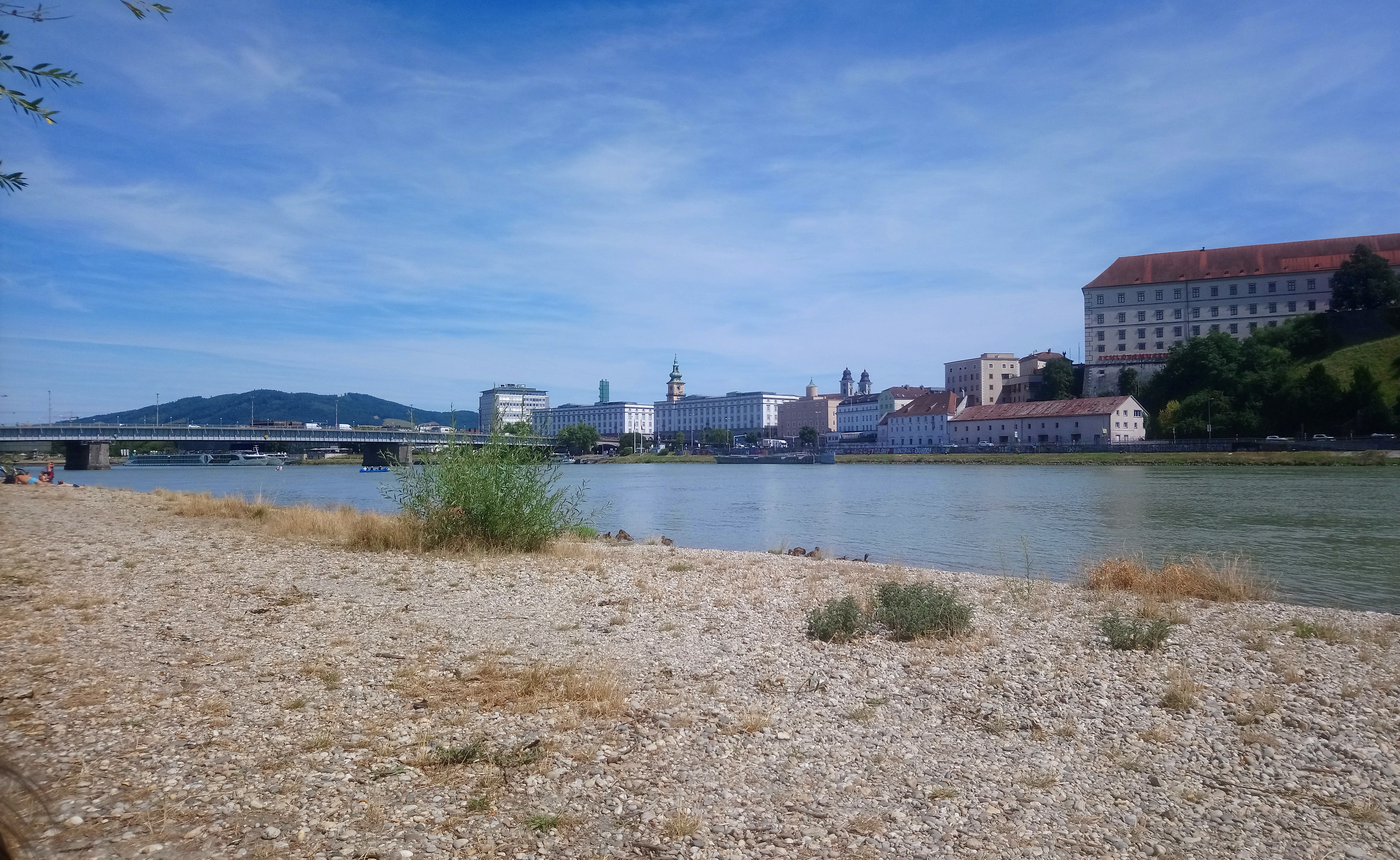
Donauufer Linz Urfahr mit Blick auf die Nibelungenbrücke
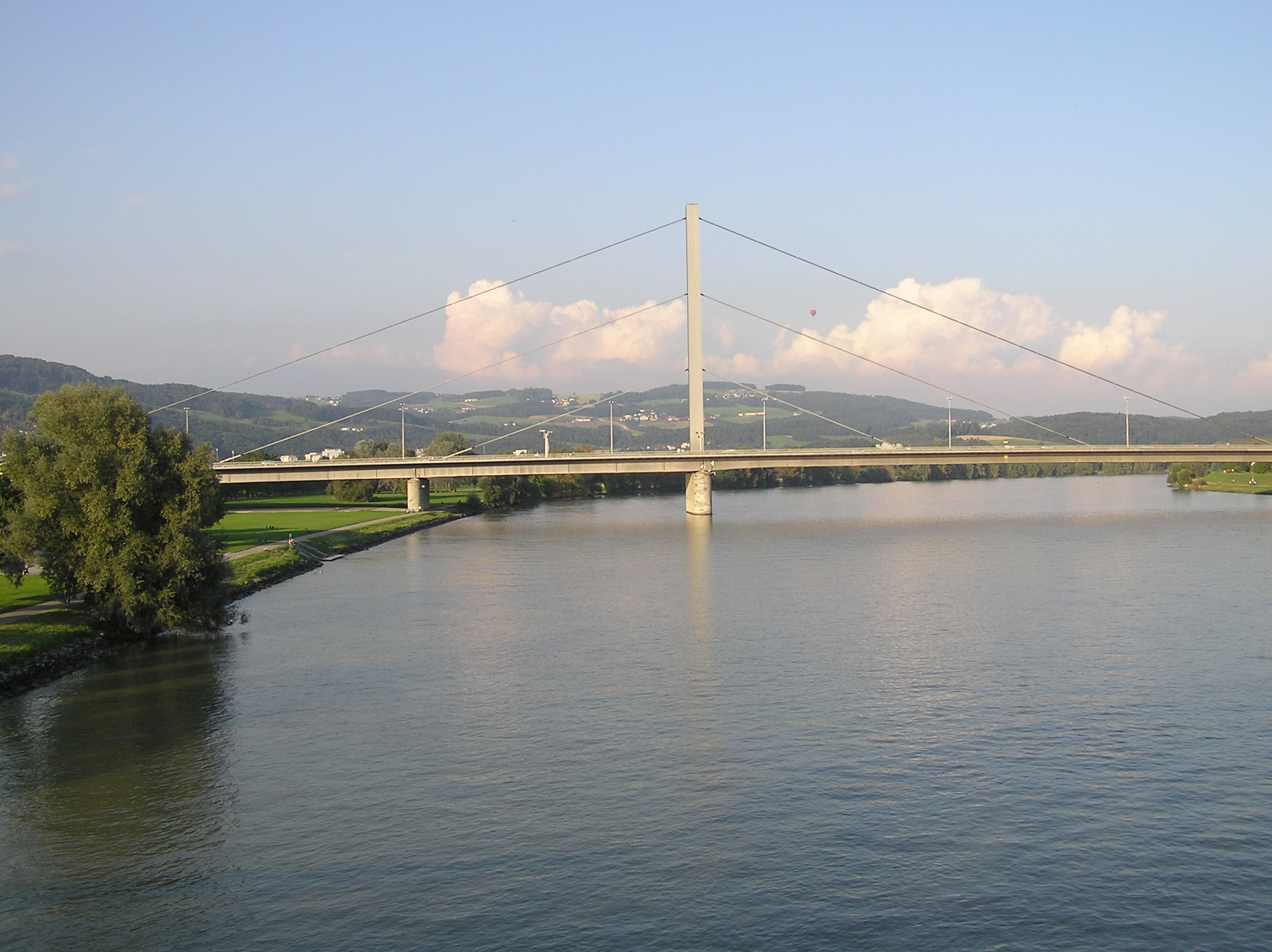
Voestbrücke
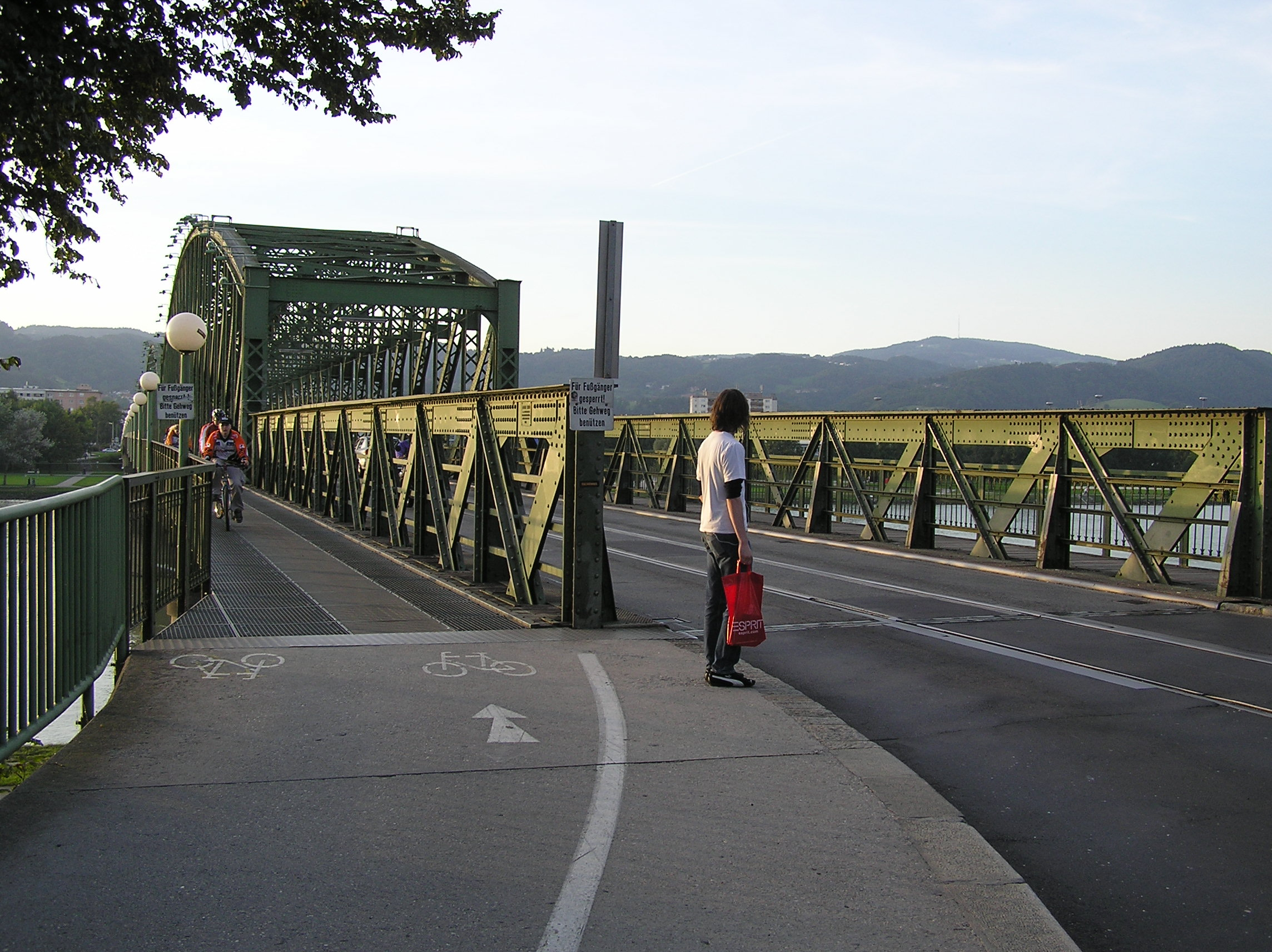
Abgebrochene Eisenbahnbrücke

## Trivia
Die Einwohner von Urfahr heißen Urfahraner. Im Vergleich zu anderen Linzer Stadtteilen besteht bei Teilen der älteren Generation in Urfahr ein – nach Roman Sandgruber historisch bedingter – besonders ausgeprägter Lokalpatriotismus.
Der Linzer Stadtteil Urfahr fand auch in der Musik seine Würdigung; so schrieben Hans Lang und Erich Meder das bekannte Lied Aus Urfahr war mein Vorfahr, das in der Folge auch mit anderen Texten interpretiert wurde, z. B. als Im Tröpferlbad oder In der Straßenbahn von Pirron und Knapp.
Werner Brüggemann komponierte das Urfahraner Lied.
Die Band Attwenger begann ihre Karriere 1989 bei der Vorgänger-Band Urfahraner Durchbruch. Ende der 1970er und Anfang der 1980er war das „Café Landgraf“ in der Hauptstraße ein Ort für Konzerte der Anfänge der alternativen Musikszene in Linz. Besonders Punkkonzerte, welche an das Londoner Vorbild der Zeit anknüpften, fanden dort statt. Eine hohe Dichte an neu gegründeten Bands fand somit in Urfahr ihren Platz. Einhergehend mit den massiven Umbauplänen und Einschnitten in Alt-Urfahr West durch den Bau des Neuen Linzer Rathauses, wurde die damalige „Stadtwerkstatt“, welche in einem Mietshaus untergebracht war, in die heutige Kirchengasse übersiedelt. Die Stadtwerkstatt ist das älteste autonome Kulturzentrum der Stadt Linz. Jugendliche eroberten die Freiräume der Industriestadt in den 1980er und Lieder wie „Stahlstadtkinder“ (1981) der Band Willi Warma wurden ihre heimlichen Hymnen. Österreichweit bleibt diese Vielfalt an Musikstile und die Banddichte zu dieser Zeit einzigartig. Linz wurde damals als die „Hauptstadt der alternativen Musikszene“ bezeichnet.
Heute finden im Strandgut – Verein für bildende Kunst, Kleinkunst und Literatur in Alt-Urfahr West, als auch im Salonschiff Fräulein Florentine und der STWST-Stadtwerkstatt in Alt-Urfahr Ost, Konzerte der Undergroundszene statt. Das freie, autonome Radio FRO, berichtet in seinen Radiobeiträgen über lokale und globale Alltagsthemen, als auch über die heimische Musikszene.